# Colombey-les-Deux-Églises
Colombey-les-Deux-Églises és un municipi francès situat al departament de l'Alt Marne i a la regió del Gran Est. L'any 2010 tenia 672 habitants. Limita amb els municipis de Lamothe-en-Blaisy, Juzennecourt, Montheries i Rennepont.

## Història
| Data d'elecció                           | Identitat        | Partit         | Qualitat |
| ---------------------------------------- | ---------------- | -------------- | -------- |
| -1966                                    | Marcel Jurviller | Sense etiqueta |          |
| 1966-2001                                | Jean Raullet     | Sense etiqueta |          |
| 2001-                                    | Pascal Babouot   | UMP            |          |
| les dades anteriors no són pas conegudes |                  |                |          |
|                                          |                  |                |          |

## Demografia
| A partir de 1990: Població sense dobles comptes |

## Personatges il·lustres
- Charles de Gaulle hi tenia la propietat La Boisserie, on hi va morir el 1970.